# Premiul Camões
Premiul Camões (în portugheză Prémio Camões), denumit astfel după Luís de Camões, cel mai mare poet portughez, este cel mai important premiu literar al lumii lusofone.
Este un premiu internațional anual acordat de către Fundația Bibliotecii Naționale a Portugaliei și Ministerul Culturii din Brazilia. A fost Instituit în 1988 prin Protocolul Adițional de Acord Cultural dintre cele două țări, în scopul „consacrării în fiecare an a unui autor de limbă portugheză care, prin valoarea intrinsecă a operei sale, contribuie la îmbogățirea patrimoniului literar și cultural al acestei limbi”.

## Laureați
| Anul | Autorul                                            | Țara               |
| ---- | -------------------------------------------------- | ------------------ |
| 1989 | Miguel Torga (1907 - 1994)                         | Portugalia         |
| 1990 | João Cabral de Melo Neto (1920 - 1999)             | Brazilia           |
| 1991 | José Craveirinha (1922 - 2003)                     | Mozambic           |
| 1992 | Vergílio Ferreira (1916 - 1996)                    | Portugalia         |
| 1993 | Rachel de Queiroz (1910 - 2003)                    | Brazilia           |
| 1994 | Jorge Amado (1912 - 2001)                          | Brazilia           |
| 1995 | José Saramago (1922 - 2010)                        | Portugalia         |
| 1996 | Eduardo Lourenço (1923 - 2020)                     | Portugalia         |
| 1997 | Artur Carlos Maurício Pestana dos Santos (1941 - ) | Angola             |
| 1998 | António Cândido de Mello e Sousa (1918 - 2017)     | Brazilia           |
| 1999 | Sophia de Mello Breyner (1919 - 2004)              | Portugalia         |
| 2000 | Autran Dourado (1926 - 2012)                       | Brazilia           |
| 2001 | Eugénio de Andrade (1923 - 2005)                   | Portugalia         |
| 2002 | Maria Velho da Costa (1938 - 2020)                 | Portugalia         |
| 2003 | Rubem Fonseca (1925 - 2020)                        | Brazilia           |
| 2004 | Agustina Bessa-Luís (1922 - 2019)                  | Portugalia         |
| 2005 | Lygia Fagundes Telles (1923 - 2022)                | Brazilia           |
| 2006 | José Luandino Vieira (1935 - ) - a refuzat         | Portugalia/ Angola |
| 2007 | Antonio Lobo Antunes (1942 - )                     | Portugalia         |
| 2008 | João Ubaldo Ribeiro (1941 -2014)                   | Brazilia           |
| 2009 | Arménio Vieira (1941 -)                            | Capul Verde        |
| 2010 | Ferreira Gullar (1930 - 2016)                      | Brazilia           |
| 2011 | Manuel António Pina (1943 - 2012)                  | Portugalia         |
| 2012 | Dalton Trevisan (1925 -)                           | Brazilia           |
| 2013 | Mia Couto (1955 -)                                 | Mozambic           |
| 2014 | Alberto da Costa e Silva (1931 -)                  | Brazilia           |
| 2015 | Hélia Correia (1949 -)                             | Portugalia         |
| 2016 | Raduan Nassar (1935 -)                             | Brazilia           |
| 2017 | Manuel Alegre (1936 -)                             | Portugalia         |
| 2018 | Germano Almeida (1945 -)                           | Capul Verde        |
| 2019 | Chico Buarque (n. 1944)                            | Brazilia           |
| 2020 | Vítor Manuel de Aguiar e Silva (n. 1939)           | Portugalia         |
| 2021 | Paulina Chiziane (n. 1955)                         | Mozambic           |
| 2022 | Silviano Santiago (n. 1936)                        | Brazilia           |

## Câștigători pe țară
- Portugalia – 14
- Brazilia – 14
- Mozambic – 3
- Angola – 2
- Capul Verde – 2